# Biscayne (Belize)
Biscayne ist ein Ort im Norden des Belize District in Belize.

## Geographie
Biscayne ist ein Ort am Northern Highway zwischen Grace Bank (S) und Carmelita (N) im Orange Walk District.
Der Ort liegt zwischen zwei Arealen des Crooked Tree Wildlife Sanctuary im Osten und im Westen.